# A15高速公路 (義大利)
A15高速公路（義大利語：Autostrada A15），又稱奇薩高速公路（Autostrada della Cisa），是義大利一條高速公路，自帕爾馬往西南，經奇薩山口至拉斯佩齊亞。全長108.5公里。
1975年5月24日通車。全段是歐洲E33公路的一部份。